# 176 km (obwód twerski)
176 km (ros. 176 км) – przystanek kolejowy przy osiedlu dacz, w rejonie zubcowskim, w obwodzie twerskim, w Rosji. Położony jest na linii Moskwa - Siebież. Najbliższą miejscowością są Kniażji Gory